# إعدامات السعودية 2016
| معلومات أساسية | معلومات أساسية                     |
| -------------- | ---------------------------------- |
| البلد          | السعودية                           |
| التهمة         | الإرهاب                            |
| التاريخ        | 22 ربيع الأول 1437هـ/2 يناير 2016م |
| المتهمون       |                                    |
| العدد          | 47 شخصاً                            |
| الجنسية        | 45 سعودياً 1 مصري 1 تشادي           |
| الحكم          | إعدام                              |
| طريقة التنفيذ  | بالسيف، وبإطلاق الرصاص             |
| انتمائهم       | 43 تنظيم القاعدة 4 شيعة سعوديين    |

إعدامات 22 ربيع الأول 1437هـ/2 يناير 2016 في السعودية هي تنفيذ أحكام جماعية بالإعدام لمتهمين في قضايا تتعلق بالإرهاب وأمن الدولة تم تنفيذها بشكل جماعي لـ47 شخصا في صباح يوم 2 يناير 2016 في 12 منطقة من مناطق المملكة العربية السعودية في وقت واحد، وأعلن عن إعدامهم في بيان رسمي عن وزارة الداخلية السعودية نشر في التلفزيون السعودي.

## خلفية
ليست المرة الأولى اللتي تنفذ فيها السلطات السعودية أحكام إعدام جماعية تتعلق بالإرهاب وأمن الدولة. في 9 يناير 1980 نفذت السلطات السعودية أحكام إعدام جماعية في 8 مدن مختلفة وفي وقت واحد بحق أكثر من 63 شخص ينتمون لجماعة الدعوة السلفية المحتسبة التي قامت باحتلال الحرم المكي والتحصن فيه في 1979.
سرب الإعلام السعودي في أواخر نوفمبر 2015 معلومات عن قرب تنفيذ أحكام إعدام جماعية بحق 52 متهم بالإرهاب، وفي 1 ديسمبر 2015 توعد تنظيم القاعدة في جزيرة العرب بشن هجمات داخل السعودية في حالة إعدام معتقليه في السجون السعودية.

## المُعدمين
بلغ عدد المعدمين 47 شخص منهم 43 أُعدموا تعزيرًا و4 آخرين أعدموا بحد الحرابة، والـ47 منهم 45 سعوديا وواحد مصري الجنسية وآخر تشادي، وينتمي أغلب المعدمين لتنظيم القاعدة، ومنهم: فارس آل شويل الزهراني أحد منظري تنظيم القاعدة في جزيرة العرب التنظيم اللذي شن هجمات في السعودية ما بين أعوام 2003 إلى 2006، ومن بين المعدمين 4 مسلمين شيعة سعوديين وهم: نمر النمر ومحمد الشويخ وعلي الربح ومحمد الصويمل وهم من المتهمين في أحداث العوامية، وقد ذكر بيان وزارة الداخلية بأن المعدمين اعتنقوا الفكر التكفيري المتطرف واستهدفوا الأجانب المستأمنين من خلال تفجير مجمعاتهم السكنية مثل تفجير مجمع غرناطة السكني 2003 وتفجير مجمع المحيا السكني 2003 واقتحام مجمع الواحة السكني في مدينة الخبر 2004 وهجوم ينبع 2004 واستهدفوا رجال الأمن من خلال تفجير مبنى الأمن العام 2004 وتفجير مبنى وزارة الداخلية السعودية والإضرار بعلاقات السعودية مع الدول الشقيقة والصديقة من خلال اقتحام القنصلية الأمريكية في جدة 2004 والإضرار بالاقتصاد الوطني من خلال تفجير مصفاة بقيق النفطية 2006 واستهداف رجال الأمن عن طريق الزجاجات الحارقة والملوتوف في ما يعرف بالحوادث الإرهابية في العوامية.
وفي مؤتمر صحفي مشترك بين المتحدث الرسمي باسم وزارة العدل السعودية والمتحدث باسم وزارة الداخلية السعودية قالوا فيه إن تنفيذ أحكام الإعدام تم داخل السجون وساحاتها ونفذت الإعدامات بالسيف في 8 مناطق وفي 4 مناطق أخرى نفذت بالرصاص ونقذت أحكام الإعدام في جميع المناطق الإدارية السعودية ال13 ما عدا منطقة جازان، ونفذ العدد الأكبر من الإعدامات في منطقة الرياض ومنطقة مكة المكرمة ونفذت في كلا المنطقتين 7 إعدامات وفي المنطقة الشرقية 6 إعدامات وفي منطقة الجوف 5 إعدامات ومنطقة المدينة المنورة 4 إعدامات ومنطقة نجران 3 إعدامات وبقية المناطق ال6 الأخرى حالتي إعدام لكل منطقة.

## ردود الفعل المحلية

الصحف السعودية وضعت في صفحاتها الأولى بعد تنفيذ حكم الإعدام بيوم واحد.

- هيئة كبار العلماء السعودية: أكدت الأمانة العامة لهيئة كبار العلماء السعودية أن تنفيذ الأحكام القضائية الصادرة بحق من ثبتت عليهم شرعاً الجرائم المنسوبة إليهم وفق ما ورد في بيان وزارة الداخلية الصادر اليوم بإعدام 47 إرهابياً جاء إنفاذاً لما قررته الشريعة الغراء، وتحقيقا لمقصد من مقاصدها العظيمة، التي جاءت بحفظ نظام الأمة، الذي لا يمكن إلا بدرء الفتن والعدوان، وأن ذلك لا يكون واقعا موقعه إلا إذا تولته الشريعة، ونفذته الحكومة. وأَضافت في بيان أن الحكم في المملكة العربية السعودية يستمد سلطته من كتاب الله تعالى وسنة رسوله صلى الله عليه وسلم، وأن القضاء فيها قائم على تحكيم الشريعة الإسلامية، مؤكدا أن القضاة مستقلون لا سلطان عليهم في قضائهم لغير أحكام الشريعة الإسلامية، والأنظمة المرعية، وليس لأحد التدخل في القضاء. وأكدت أن إنفاذ أحكام القضاء بحق هؤلاء هو تحقيق لرضى الله تعالى بتطبيق شرعه، ثم أنه حفظ وحماية لأمن بلاد الحرمين الشريفين، واستقرارها، ومحافظة على مكتسبات شعبها، وفي طليعة ذلك: أمن مواطنيها، والمقيمين فيها، وزوارها من الحجاج والمعتمرين وغيرهم، وردع وزجر لكل من تسول له نفسه الإقدام على مثل هذه الجرائم العدوانية التي تخل بأمن المجتمع.[3]
- بيان أسرة نمر النمر: نقل محمد النمر شقيق رجل الدين المعدم بيانا صادرا عن أسرة النمر في بلدة العوامية، جاء فيه: «تفاجأ المجتمع السعودي والعالم صباح السبت ببيان وزارة الداخلية السعودية بإعدام 47 مواطناً سعودياً وصفهم البيان بالإرهابيين، وكان من بين من نفذ بحقهم القتل سماحة الفقيه الشهيد الشيخ نمر باقر النمر رحمه الله الذي كان عالماً فقيهاً مجتهداً تفخر به الحوزات العلمية ومثالاً ونموذجاً للحركة المطلبية والسلمية. ودعا إلى تحمل المسؤولية وطالب بشجاعة بالحقوق المشروعة ورفض الطائفية لأكثر من أربعة عقود من الزمن." وقال محمد النمر إنه تلقى اتصالا من السلطات لإبلاغهم بأن جثة شقيقه قد تم دفنها دون تسليمها لذويه. جاء ذلك في تغريدة على صفحته بموقع التواصل الاجتماعي تويتر حيث قال: "عاجل: اتصال من السلطات الأمنية وأبلغونا ان جثث الشهداء قد دفنت في مقابر المسلمين ولن تسلم لذويهم لا حول ولا قوة الا بالله. مجلس عزاء الشهداء سيبدأ من اليوم الأحد».[4]

## ردود الفعل الدولية

### منظمات دولية
- الاتحاد الأوروبي: صرحت الممثلة العليا للشؤون الخارجية بالاتحاد الأوروبي، فيديريكا موغيريني، بأن إعدام النمر تحديدًا يزيد «المخاوف بشدة بشأن حرية التعبير، واحترام الحقوق الأساسية المدنية والسياسية». وشددت موغيريني على رفض الاتحاد الأوروبي لعقوبة الإعدام، وبشكل خاص الإعدامات الجماعية.[5]
- الأمم المتحدة: عبر الأمين العام للأمم المتحدة بان كي مون عن فزعه واستيائه من الإعدامات في السعودية اللتي نفذت على نمر النمر و46 آخرين.
- مجلس الأمن الدولي: دعا مجلس الأمن الدولي كلا من المملكة العربية السعودية وجمهورية إيران الإسلامية إلى المحافظة على الحوار وإتخاذ خطوات لتخفيف التوتر في المنطقة، وأدان مجلس الأمن الهجمات على السفارة السعودية في طهران والقنصلية السعودية العامة في مشهد ودعوا السلطات الإيرانية لحمايتها والالتزام بإتفاقيات فيينا 1961 و 1963 بشأن العلاقات الدبلوماسية والقنصلية.[6]

### دول
- إيران: أدانت الحكومة الإيرانية عملية الإعدام لنمر النمر رجل الدين الشيعي، وتوعدتها بأن تدفع الثمن غالياً.[7] وأدان قائد الثورة الإسلامية في إيران علي خامنئي بشدة تنفيذ حكم الإعدام بحق رجل الدين الشيعي نمر باقر النمر وقال أنه سيطال الانتقام الإلهي للساسة السعوديين.[8][9] وأدان الحرس الثوري الإيراني بشدة إعدام نمر باقر النمر، واعتبره سلوك يماثل ما يقوم به داعش، وأكدت بأن انتقاما شديدا ينتظر النظام السعودي.[10][11]
- البحرين: نجدد تضامننا مع السعودية في كل الإجراءات لمواجهة الإرهاب.
- العراق: استنكر نائب رئيس الجمهورية نوري المالكي إعدام الشيخ النمر.[12] واعتبر رئيس الوزراء العراقي حيدر العبادي إعدام النمر صدمة شديدة.[13]
- الإمارات العربية المتحدة: أعلن الشيخ عبدالله بن زايد وزير خارجية حكومة الإمارات عن دعمه للسعودية في ما تتخذه من إجراءات رادعة ضد الإرهاب.[14]
- الولايات المتحدة: عبر المتحدث باسم الخارجية الأمريكية، جون كيربي، عن قلق بلاده إزاء الإجراءات القانونية المتبعة في السعودية وعن قلق خاص بشأن إعدام نمر النمر. ودعا السعودية أن «تلتزم باحترام وحماية حقوق الإنسان، وضمان توافر العدالة والشفافية في الإجراءات القضائية بكل القضايا».[5]
- ألمانيا: صرح مسؤول في وزارة الخارجية الألمانية عن قلق بلاده من تنفيذ أحكام الإعدام في السعودية وأنها ستزيد المخاوف من تصاعد التوتر والخلاف في المنطقة.[15]
- فرنسا: في بيان لوزارة الخارجية الفرنسية عبرت عن أسفها بشدة لإعدام 47 شخص في السعودية وقالت أن فرنسا تعارض عقوبة الإعدام بشكل عام في كل الأمكنة والظروف.
- روسيا: لا يمكن القبول باستهداف البعثات الدبلوماسية للتعبير عن مواقف سياسية، وندعوا السعودية وإيران لضبط النفس وعرضت وساطة بين البلدين.[16]
- تركيا: قال الرئيس تركي رجب طيب أردوغان أن الإعدامات في السعودية شأن داخلي وأن تركيا لا تنظرإلى الإعدامات في المملكة العربية السعودية بعين الطائفية.[17] بينما قال نعمان كورتولموش المتحدث باسم الحكومة التركية أن أنقرة لا يمكن أن تؤيد إعدام رجل دين شيعي بارز في السعودية وقال أن تركيا تعارض هذه العقوبة.[18]
- المملكة المتحدة: أعربت عن خيبة أملها إزاء الإعدامات في السعودية.
- كندا: عبرت كندا عبر وزير خارجيتها عن شجبها لأحكام الإعدام الصادرة بحق المتهمين بما فيهم النمر.[19]
- الصين: دعت السعودية وإيران إلى الهدوء وضبط النفس.

### جماعات
- حزب الله - أصدر بيان ندد فيه بإعدام نمر النمر ووصفه بالاغتيال والجريمة ووصف مبررات إعدامه بالحجج الواهية.
- القاعدة - أصدر تنظيم القاعدة في جزيرة العرب بيان في 1 ديسمبر 2015 يتوعد ويحذر الحكومة السعودية بشن هجمات في أراضيها بعد تسريبات إعلامية سعودية عن قرب تنفيذ أحكام إعدام جماعية لأشخاص وصفهم الإعلام السعودي بالإرهابيين، وجاء تهديد التنظيم بعد قرب تنفيذ أحكام الإعدام بحق أفراد يتجاوز عددهم الـ 52 شخصا متورطون في أعمال عنف في السعودية ومن بينهم أفراد في التنظيم.[20] وفي 10 يناير قال تنظيم القاعدة في بلاد المغرب الإسلامي وتنظيم القاعدة في جزيرة العرب في بيان مشترك أن «إعدام المجاهدين هدية للغرب بمناسبة رأس السنة» وتوعد التنظيم في البيان بالانتقام من إعدام أنصاره، وفي كلمة صوتية قال القيادي في التنظيم إبراهيم حسن عسيري بأن المعدمين هم «أخيار الأخيار والعباد الأحرار» وتوعد بعمليات ثأرية. وقال أيمن الظواهري زعيم تنظيم القاعدة في كلمة صوتية نشرتها مؤسسة السحاب الإعلامية حملت عنوان «آل سعود قتلة المجاهدين» أن نمر النمر رجل إيران في شرق الجزيرة العربية وأن إيران ملأت الدنيا بضجيجها من أجله بينما أكثر من 40 مجاهد أعدمهم آل سعود لا بواكي لهم، ودعى الظواهري الشعب السعودي للإنتفاضة ضد «هذا النظام المتعفن» اللذي أفسد «الدين والدنيا» على حد وصفه.
- الحوثيين: أدانت إعدام نمر النمر ووصفته بالمجاهد.[7]
- تنظيم الدولة الإسلامية: توعد التنظيم بعد الإعدامات الأخيرة بالسعودية في مقالة نشرت في الإنترنت بهدم سجون سعودية يتواجد بها جهاديون مثل: سجن الطرفية وسجن الحائر، وضرب التنظيم في المقالة أمثلة بذلك على سجون عراقية أخرج معتقليه منها وقال أن سياسة التنظيم تعتمد على القوة في إخراج الأسرى.[21]

### جهات أخرى
- الائتلاف الوطني لقوى الثورة والمعارضة السورية: أعلن تأييده للسعودية ورحب بقطع العلاقات الدبلوماسية مع إيران.
- الجبهة الشعبية لتحرير فلسطين: قالت أن قرار إعدام النمر إجرامي وأن السعودية تزيد من إذكاء الفتنة المذهبية.[22]
- حركة النضال العربي لتحرير الأحواز: أعلنت عن ترحيبها بقرار السعودية بقرار قطع العلاقات مع إيران.

### منظمات حقوقية
- العفو الدولية: أدانت منظمة العفو الدولية تنفيد السعودية حكم الإعدام بحق 47 شخصًا، واصفة يوم الحكم بأنه «يوم دموي». كما وصفت محاكمة نمر النمر بالـ«سياسية وغير عادلة».[23]
- هيومن رايتس ووتش: قالت أن السعودية حظيت ببداية مخجلة لعام 2016 وقالت أن السلطات السعودية نفذت في عام 2015م 158 حالة إعدام وهو واحد من أكثر معدلات الإعدام في التاريخ الحديث، وحذرت المنظمة من أن إعدام نمر النمر يزيد من التوتر المذهبي.[24]
- أعرب زيد رعد الحسين المفوض الأعلى لحقوق الإنسان لدى الأمم المتحدة عن الإعدام 47 شخصا في السعودية “في يوم واحد”، ويأسف أسفا شديدا. وعبر الحسين عن قلقه الشديد للارتفاع الحاد في عمليات الإعدام في السعودية، مع ما لا يقل عن 157 عملية إعدام في 2015، مقارنة مع 90 عام 2014.[25]

### هيئات دينية
- لبنان: استنكر المجلس الإسلامي الشيعي الأعلى في لبنان إعدام النمر.[26]
- مصر: اعتبر الأزهر الأحكام التي خرجت ضد السبع والأربعون سجين بأنها أحكام الله وأدان أعمال الشغب في القنصلية والسفارة السعودية في كل من مشهد وطهران.[27]
- العراق: استنكرت دار إفتاء أهل السنة والجماعة في العراق اعدام النمر.[28]

### أفراد
- سوريا: قال مفتي الجمهورية العربية السورية أحمد بدر الدين حسون بأن إعدام نمر النمر هو لتدمير الأمة الإسلامية ولجر إيران لحروب فرعية، وشبه إعدام النمر باغتيال الشيخ محمد البوطي.[29]
- العراق: وصف علي السيستاني إعدام نمر النمر في السعودية بـ“الظلم والعدوان” وذلك في رسالة بعثها إلى أهالي محافظة القطيف شرق السعودية.[30][31][32][33]

## مظاهرات وإشتباكات

### في السعودية
في 2 يناير تظاهر العشرات تنديدا بالإعدامات في بلدة العوامية شرق السعودية مسقط رأس رجل الدين المعدم نمر النمر. وفي 3 يناير حصل تبادل إطلاق نار بين رجال الأمن السعوديين ومسلحين مجهولين في العوامية وصفوى شرق السعودية ونتج عنه مقتل مواطن وإصابة طفل وإختطاف مسلحين لمواطن ثالث تحت تهديد السلاح وسرقة أمواله وهاتفه الشخصي وسيارته. وفي 6 يناير أحرق مجهولين حافلة تابعة لشركة ارامكو (شركة النفط الوطنية)، وفي 11 يناير هاجم بعض الأشخاص مبنى المباحث العامة السعودية (المخابرات الداخلية) بقنابل المولتوف وألقي القبض على واحد من المهاجمين على الأقل.

### في إيران
هاجم المئات من المتظاهرين الإيرانيين مبنى القنصلية السعودية في مدينة مشهد وقاموا بإضرام النيران في أجزاء منها وإنزال العلم السعودي، أما السفارة السعودية في العاصمة طهران تعرضت لاقتحام من متظاهرين وقاموا بتهشيم الأثاث وزجاج النوافذ وقام بعضهم بنهب محتويات السفارة قبل أن تقوم الشرطة الإيرانية بتفريقهم.

### في بلدان أخرى
تظاهر العشرات في البحرين المجاورة تنديدا بإعدام نمر النمر وتجمع المحتجون في قرية أبوصيبع غرب العاصمة المنامة وفرقتهم الشرطة البحرينية بالغازات المسيلة للدموع. وفي 4 يناير قالت وكالة الأنباء رويترز أنه في ما يبدو رداً على إعدام نمر النمر قامت جماعة مجهولة بتفجير مسجدين للسنة عن طريق عبوات ناسفة في مدينة الحلة بمحافظة بابل بالعراق وجرح ثلاث أشخاص نتيجة الإنفجار وقتل مؤذن مسجد بعد إطلاق النار عليه في مدينة الإسكندرية التابعة لمحافظة بابل. وتواردت أنباء عن تبني حركة النجباء العراقية إطلاق صاروخ واحد على مبنى السفارة السعودية في بغداد 

## سحب السفراء وقطع العلاقات
وفي الثالث من يناير أعلن وزير الخارجية السعودي عادل الجبير قطع العلاقات الدبلوماسية بين طهران والرياض، وطالب أعضاء البعثة الدبلوماسية الإيرانية بمغادرة السعودية خلال 48 ساعة. وتبعها في ذلك البحرين والسودان وقررت الإمارات العربية المتحدة سحب السفراء وتخفيض نسبة التمثيل الدبلوماسي بين البلدين واكتفت الأردن والمغرب بالتنديد بالاعتداءات على البعثات الدبلوماسية في إيران، وأعلنت السعودية عن مزيد من الإجراءات مثل إيقاف الرحلات الجوية بين البلدين ومنع الطائرات الإيرانية من عبور المجال الجوي السعودي ومنع السعوديين من السفر إلى إيران وقطع العلاقات التجارية بين البلدين ولكنها بنفس الوقت أكدت على الترحيب بالحجاج والمعتمرين الإيرانيين في أي وقت، وأعلنت الكويت عن سحب سفيرها في طهران وتسليم السفير الإيراني بالكويت مذكرة احتجاج ضد الاعتداء على البعثات الدبلوماسية السعودية في طهران ومشهد.